# Estrella (heráldica)
Estrella, en heráldica, se refiere a cualquier polígono de estrella con número de puntas variables. Las puntas pueden ser rectas u onduladas y pueden estar o no estar agujeradas. Aunque ambas formas estelares tienen una forma similar, la estrella con rayos rectos se conoce como mullet, mientras que la estrella con rayos ondulados es una estoile.

Estoile
Mullet de seis puntas agujereado
Mullet estilo inglés
Estrella modelo alemán

Mientras que un mullet puede tener cualquier número de puntas, se presume que tiene cinco si el número no está especificado en el blasón. Se presume que los estoiles tengan seis puntas.
En la heráldica escocesa, un estoile es lo mismo en que en la heráldica inglesa, pero mullet solamente es el mullet agujereado (también llamado spur revel).

## Vexilología
Banderas con estrellas heráldicas
| bandera                         | fecha      | número de estrellas | puntos | las estrellas representan                 |
| ------------------------------- | ---------- | ------------------- | ------ | ----------------------------------------- |
| Estados Unidos                  | 1777; 1960 | 50                  | 5      | número de estados                         |
| Chile                           | 1817       | 1                   | 5      | ideal                                     |
| Túnez                           | 1831; 1956 | 1                   | 5      | Creciente y estrella                      |
| Turquía                         | 1844; 1936 | 1                   | 5      | Creciente y estrella                      |
| Venezuela                       | 1859; 1930 | 8                   | 5      | número de provincias                      |
| Honduras                        | 1866       | 5                   | 5      | número de provincias                      |
| Nueva Zelanda                   | 1869; 1902 | 4                   | 5      | Cruz del Sur                              |
| Brasil                          | 1822; 1992 | 27                  | 5      | número de provincias y estados de Brasil  |
| Filipinas                       | 1898       | 3                   | 5      | número de grupos de islas                 |
| Australia                       | 1901       | 6                   | 7; 5   | Cruz del Sur; Commonwealth Star           |
| Cuba                            | 1902       | 1                   | 5      | ideal                                     |
| Azerbaiyán                      | 1918       | 1                   | 8      | Creciente y estrella                      |
| Panamá                          | 1925       | 2                   | 5      | ideal                                     |
| Jordania                        | 1928       | 1                   | 7      | ideal                                     |
| Vietnam                         | 1945       | 1                   | 5      | ideal                                     |
| Pakistán                        | 1947       | 1                   | 5      | ideal                                     |
| Corea del Norte                 | 1948       | 1                   | 5      | ideal                                     |
| República Popular China         | 1949       | 5                   | 5      | ideal                                     |
| Samoa                           | 1949       | 5                   | 5      | Cruz del Sur                              |
| Somalia                         | 1954       | 1                   | 5      | ideal                                     |
| Ghana                           | 1957       | 1                   | 5      | ideal                                     |
| República Centroafricana        | 1958       | 1                   | 5      | guía                                      |
| Siria                           | 1958; 1980 | 2                   | 5      | número de estados                         |
| Mauritania                      | 1959       | 1                   | 5      | Creciente y estrella                      |
| Senegal                         | 1960       | 1                   | 5      | human ideogram                            |
| Togo                            | 1960       | 1                   | 5      | esperanza                                 |
| Argelia                         | 1962       | 1                   | 5      | Creciente y estrella                      |
| Malasia                         | 1963       | 1                   | 14     | número de estados                         |
| Singapur                        | 1965       | 5                   | 5      | ideal                                     |
| Burundi                         | 1967       | 3                   | 6      | ideal                                     |
| Nauru                           | 1967       | 1                   | 12     | número de tribus                          |
| Papúa Nueva Guinea              | 1971       | 5                   | 5      | Cruz del Sur                              |
| Guinea-Bissau                   | 1973       | 1                   | 5      | ideal                                     |
| Granada                         | 1974       | 7                   | 5      | número de parroquias                      |
| Angola                          | 1975       | 1                   | 5      | ideal                                     |
| Camerún                         | 1975       | 1                   | 5      | ideal                                     |
| Surinam                         | 1975       | 1                   | 5      | ideal                                     |
| Santo Tomé y Príncipe           | 1975       | 2                   | 5      | número de islas                           |
| Tuvalu                          | 1976       | 9                   | 5      | número de islas                           |
| Yibuti                          | 1977       | 1                   | 5      | ideal                                     |
| Islas Salomón                   | 1977       | 5                   | 5      | número de islas                           |
| Dominica                        | 1978       | 10                  | 5      | número de parroquias                      |
| Islas Marshall                  | 1979       | 1                   | 24     | número de distritos                       |
| Estados Federados de Micronesia | 1979       | 4                   | 5      | número de islas                           |
| San Cristóbal y Nieves          | 1983       | 2                   | 5      | ideal / número de islas                   |
| Burkina Faso                    | 1984       | 1                   | 5      | ideal                                     |
| Croacia                         | 1990       | 2                   | 6      | estrella de la mañana                     |
| Eslovenia                       | 1991       | 3                   | 6      | antiguo dispositivo heráldico             |
| Uzbekistán                      | 1991       | 12                  | 5      | ideal                                     |
| Tayikistán                      | 1992       | 7                   | 5      | siete estrellas en las montañas del cielo |
| Cape Verde                      | 1992       | 10                  | 5      | número de islas                           |
| Bosnia y Herzegovina            | 1998       | 8 ("∞")             | 5      | ideal                                     |
| Comores                         | 2001       | 4                   | 5      | número de islas                           |
| Turkmenistán                    | 2001       | 5                   | 5      | número de provincias                      |
| Timor Oriental                  | 2002       | 1                   | 5      | ideal                                     |
| Sudán del Sur                   | 2005       | 1                   | 5      | ideal                                     |
| República Democrática del Congo | 2007       | 1                   | 5      | ideal                                     |
| Birmania                        | 2010       | 1                   | 5      | ideal                                     |